# Рјале (Болоња)
Рјале (итал. Riale) је насеље у Италији у округу Болоња, региону Емилија-Ромања.
Према процени из 2011. у насељу је живело 2869 становника. Насеље се налази на надморској висини од 78 м.